# Barrage de Guajataca
Le barrage de Guajataca, en anglais Guajataca Dam, est un barrage des États-Unis situé à Porto Rico, sur le cours de la rivière Guajataca.

## Histoire
Le barrage est construit de 1928 à 1929.
Il est affecté par le passage de l'ouragan Maria le 22 septembre 2017 lorsqu'il est constaté que la forte érosion en aval du déversoir menace l'intégrité structurelle du barrage dans son ensemble, risquant alors sa rupture catastrophique et la vidange brutale de sa retenue. Des dizaines de milliers de personnes sont ainsi évacuées en aval du barrage.